# Zembe-Aburu
Zembe-Aburu (ou Zembeaburu, Zembabru) est un village du Cameroun situé dans la commune d'Ako. Il est rattaché au département du Donga-Mantung, dans la région du Nord-Ouest.

## Géographie
Zembe-Aburu est situé au sud de la commune d’Ako, au sud de Berabe et de Mpenchere et à l’est des villages d’Akwenko, Mbande et Jevi. 

## Population
En 1968, alors que Zembabru était encore considéré comme un simple quartier d'Akwaja, on y comptait 137 personnes.
Lors du recensement national de 2005 (3e RGPH), la localité — devenue village à part entière sous le nom de « Zembe-Aburu » —, a été traitée séparément. 535 habitants, dont 258 hommes et 277 femmes, y ont été dénombrés à cette date.

## Économie
Les villageois pratiquent plusieurs métiers dans les domaines de la pêche, l’exploitation forestière, l’artisanat, l’exploitation minière, l’agriculture, l’élevage bovin, l’apiculture, le commerce et la chasse. Les femmes sont présentes dans certains domaines notamment : l’artisanat, l’agriculture, l’élevage bovin, l’apiculture et le commerce.

### Marché
Il y a un marché situé à Dumbo.

## Système éducatif
Le village comprend une école primaire, la GS Zembeaburu.

## Accès à l’eau et à l'électricité
En 2012, le village n'avait pas de point d’eau potable, ni accès à l’électricité.   

## Réseau routier
Zembe-Aburu est relié à Dumbo et Mbiribua par une route étroite, accessible uniquement en moto. Le village est situé très près de la route régionale traversant la commune du nord au sud et reliant Abuenshie, Ako et Berabe et rejoignant Nkambe.

## Développement du village
Le plan de développement de 2012 prévoit la construction de deux salles de classe pour la G.S Zembeaburu et d’un établissement d’enseignement technique. Un poste de soins sera construit et le palais du chef de Zemebaburu accueillera une salle culturelle. Le village sera raccordé au réseau d'eau potable à partir de Dumbo et 6 robinets seront installés. Un générateur géant sera installé afin de fournir de l’électricité aux villageois. Le plan de développement envisage aussi la construction de deux ponts au-dessus des rivières de Churonko et Krunto, ainsi que la réhabilitation de la route reliant Zembeaburu à Berabe. Un hangar sera construit au marché de Dumbo, 25 poubelles seront installées dans le village et un conseil d’observation pour l’environnement sera créé pour le village<.